# Cylindropsyllus proxima
Cylindropsyllus proxima är en kräftdjursart. Cylindropsyllus proxima ingår i släktet Cylindropsyllus och familjen Cylindropsyllidae. Inga underarter finns listade i Catalogue of Life.